# جيري كونواي (لاعب كرة قاعدة)
جيري كونواي (بالإنجليزية: Jerry Conway)‏ هو لاعب كرة قاعدة أمريكي، ولد في 7 يونيو 1901 في هوليوك في الولايات المتحدة، وتوفي بنفس المكان في 16 أبريل 1980.

## وصلات خارجية
- جيري كونواي على موقعبيزبول رفرنس.كوم (الدوري الرئيسي) (الإنجليزية)